# Tempel van Artemis in Massalia
De Tempel van Artemis in Massalia (ook het Efesium) was een tempel gewijd aan de godin Artemis in de stad Massalia (Oudgrieks: Μασσαλία, het tegenwoordige Marseille), de "cité phocéenne" en dateerde uit de 6e eeuw v.Chr. De tempel werd gebouwd door Griekse kolonisten die zich in pre-Romeins Gallië kwamen vestigen toen daar de Keltische La Tènecultuur in opkomst was. Het centrum voor handelsverkeer tussen Kelten en Oude Grieken werd in die tijd van Hallstatt naar deze nieuw gevormde havenplaats Massilia verlegd.

## Locatie

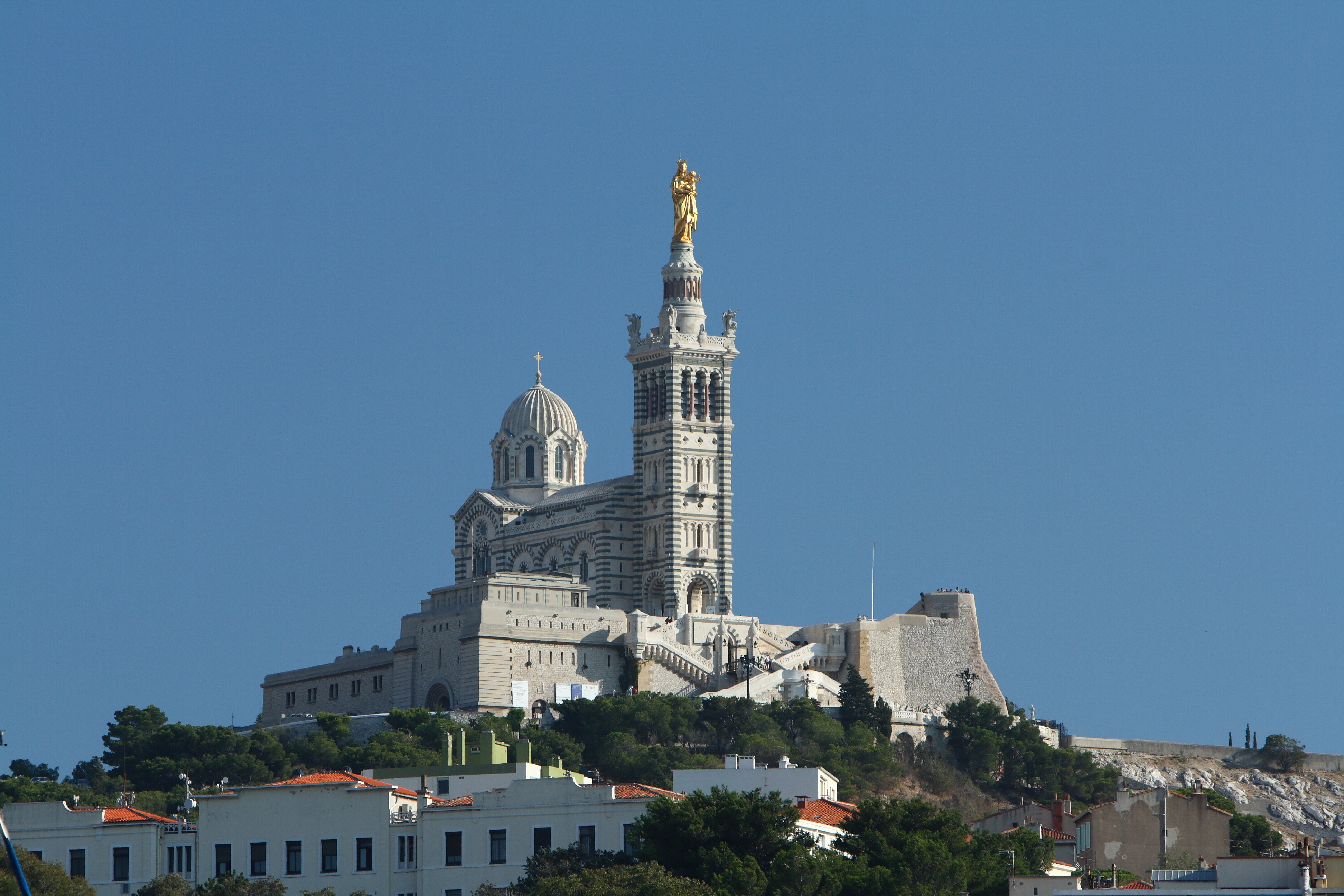
Notre Dame de la Garde ("Onze Lieve Vrouw van de Wacht") op de plaats van de vroegere tempel

Strabo verwijst naar de aanwezigheid van de heiligdommen van moedergodin Artemis van Efeze en van haar tweelingbroer Apollon Delphinius. 
De tempel van Artemis van Massilia bevond zich op de heuvel waar thans de Notre-Dame basiliek met het gouden Mariabeeld staat, aan de westelijke zijde en maakte samen met een gelijkaardige tempel van Apollon die er zich zuidoostelijk van bevond deel uit van de acropolis, het heiligdom van de stad. De Notre Dame de la Garde fungeerde lange tijd als navigatiebaken voor de zeelui, zoals eerder de tempel van Artemis dat had gedaan.
Volgens Strabo lag de tempel vlak boven de haven, naast die van Apollon Delphinius, haar tweelingbroer:
Op de acropolis van de stad rijst het Ephesium op naast het heiligdom van Apollon Delphinius. De cultus van deze Apollon is gemeenschappelijk voor alle Ioniërs, terwijl het Ephesium de tempel is van de Artemis die men alleen in Ephese vereert.
Efeze was sedert de 8e eeuw v.Chr. het grote handelscentrum en de religieuze naaf in het wiel van Klein-Azië. Heilige stad van Artemis zijnde bezat zij al in oeroude tijden een tempel die aan deze godin was gewijd.

## Oorsprong van de tempel

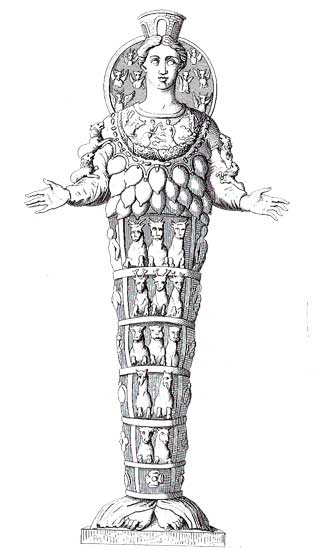
Een xoanon van Artemis van Efeze

Volgens de traditie die Strabo en Justinus overleveren gaat de stichting van Massalia terug tot het jaar 600 v.Chr.
Phocische zeelieden, aangevoerd door Protis, en klaar voor vertrek naar het westen, kregen nog een orakelboodschap. Zij moesten een gids meenemen afkomstig uit de tempel van Artemis van Efeze. Dat werd Aristarche "een van de meest vooraanstaande vrouwen". Zij vertegenwoordigde geen vruchtbaarheid of maagdelijkheid, maar deugd, consideratie en eerlijkheid. Haar naam betekent "Oorsprong van de deugd". Ze namen ook een xoanon (houten beeld) van de godin Artemis mee.
Na hun aankomst in Zuid-Gallië was er juist een feest aan de gang, waarbij Gyptis, de dochter van de Keltische koning Nannos, een echtgenoot moest kiezen. De nieuw aangekomenen werden gastvrij op het feest uitgenodigd, ten teken van vriendschap. En Gyptis koos toen onverwacht Protis, hun aanvoerder, tot echtgenoot. Koning Nannus aanvaardde die keuze en schonk de Grieken het hele noordelijk deel van Lacydon om er een stad te stichten op Ligurisch gebied (nl. dat van de Salluvii) op een glooiend terrein dat gelijkenissen vertoont met de situatie in steden zoals Ephese, Milete en Phocaea zelf.
Daarop "bouwden [de Grieken] hun eerste tempel ter ere van Artemis en eerden Aristarche met het hoogste gezag door haar als hogepriesteres aan te duiden". 
Zo doen zij in al hun kolonies: "Overal vereert men daar Artemis boven alle andere goden en observeert men dezelfde geplogenheden ten aanzien van haar beeld, en neemt verder dezelfde gebruiken in acht die in de metropool gelden."
Het jaartal dat Strabo naar voor schuift voor de tempel van Artemis van Massalia komt overeen met de archeologische vondsten. De amforen van deze site dateren uit die tijd.
Andere historici verlaten die datum tot 545 v.Chr. Dat is het moment waarop de Phociërs hun door de Perzen onder Cyrus belegerde stad ontvluchtten. Zij zouden op hun tocht naar het westen eerst Alalia (Aléria op Corsica) hebben gesticht, vlak tegenover het gebied van de Etrusken die met hen in conflict gingen. Daarna werd het Velia en dan Massalia. De archeologische ontdekking van keramiek en van de oude kade van het Vileneuve Bargemon plein tonen aan dat Massalia aan het begin van de 6e eeuw v.Chr. werd gesticht. Mogelijk werden de vluchtelingen door hen opgenomen.
De Griekse zeevarende kolonisten die Massalia stichtten hadden daarbij gestreefd naar een treffende gelijkenis met de landstreek van herkomst, Efeze.

## Imitaties van deze tempel
De stad Massilia en haar heiligdommen fungeerden in de Romeinse tijd als voorbeeld voor de Romeinse kolonie Arles, die haar in een gelijkaardige grandeur trachtte te evenaren, nadat de inwoners in alliantie met de Romeinen de stad Massilia hadden verwoest en haar schatten ontvreemd.
Ook de tempel op de Aventijnheuvel in Rome uit 540 v.Chr. gewijd aan Diana zou een imitatie van de tempel van Artemis van Massilia zijn geweest, die eveneens op de tempel van Artemis van Efeze gebaseerd was.